# 藤原教貴
藤原 教貴（ふじわら の きょうき、生年不明 - 延暦8年7月25日（789年8月20日））は、奈良時代後期の女官。姓は朝臣。官位は正四位上・命婦。名は教基とも表記される。

## 生涯
光仁朝の宝亀7年（776年）に無位から従五位上に叙され、この頃に後宮に出仕したものと推定される。翌宝亀8年（777年）には従四位下に進む。桓武朝の天応元年（781年）6月、命婦として正四位下を授けられている。延暦2年（783年）には紀宮子・平群邑刀自・藤原産子とともに正四位上に昇叙し、後宮での地位を高めてきたが、延暦8年（789年）7月に卒去。翌延暦9年（790年）8月8日の太政官符により、河内国若江郡・讃良郡・高安郡にあった各1町の位田は「大納言」職の職田の一部に改められている。

## 官歴
『続日本紀』による
- 時期不詳：無位
- 宝亀7年（776年）正月7日：従五位上
- 宝亀8年（777年）正月10日：従四位下
- 天応元年（781年）6月15日：正四位下
- 延暦2年（783年）2月5日：正四位上
- 延暦8年（789年）7月25日：卒去